# Vita az UNRWA szerepéről az október 7-i terrortámadásban

Adományozást felfüggesztő országok
Legnagyobb adományozók, akik felfüggesztették a finanszírozást
Kisebb adományozók, akik felfüggesztették a finanszírozást
Legnagyobb adományozók, akik még nem függesztették fel a finanszírozást

Az ENSZ Palesztin Menekülteket Segélyező és Munkaközvetítő Hivatala a Közel-Keleten (angol nevének rövidítésével UNRWA) egy ENSZ-ügynökség, amely a palesztin menekültek segélyezését és társadalmi fejlődését hivatott támogatni.
A 2023-as Izrael–Hamász-háború 2023. október hetedikei kitörése nyomán mind gyakrabban került szóba az UNRWA Gázai övezet beli tevékenysége;  2024 januárjának végén bejárta a világsajtót a hír, hogy Izrael kormánya azzal vádolta meg az ügynökséget, hogy annak 12 Gázai övezeti munkatársa közreműködött a palesztin fegyveres ellenállási szervezetek támadásában. Azonban többen felhívták a figyelmet arra is, hogy a vádakat az izraeli hatóságok nem támasztották alá érdemi bizonyítékokkal, illetve arra a tényre, hogy a nagy nyugati sajtóorgánumok és televíziócsatornák beszámolóikban jobbára elmulasztották megemlíteni ezt a fontos tényt, akárcsak azt, hogy Izrael már évtizedek óta próbálkozik az UNRWA tevékenységének ellehetetlenítésével. A vádak nyomán az UNRWA vezetője, Philippe Lazzarini elővigyázatosságból azonnali hatállyal elbocsátotta az érintett alkalmazottakat, azonban azt is közölte, ha a vádak alaptalanoknak bizonyulnak, megfelelő módon kárpótolni fogják őket. Az UNRWA minden évben megosztja az izraeli hatóságokkal a megszállt palesztin területeken alkalmazásában álló személyek névsorát, amikor a legutóbbi jegyzéket 2023 májusában megosztották, az izraeli hatóságoktól nem érkezett észrevétel vagy kifogás.
Az izraeli vádak napvilágra kerülése után több ország felfüggesztette az UNRWA finanszírozását.

## Háttér

### Október 7-i támadások
A 2023-as Izrael–Hamász-háború 2023. október 7-én, a szimchat Tórá zsidó ünnep reggelén kezdődött. Ezen a napon a Gázai övezetben működő palesztin fegyveres ellenállási szervezetek a Hamász vezetésével váratlan, nagyszabású rajtaütést indítottak izraeli célpontok ellen. Ennek keretében a palesztinok körülbelül 3000 kezdetleges, házi készítésű rakétát lőttek ki Izraelre, palesztin harcosok áttörték az Izrael által a Gázai övezet köré épített műszaki zárat (hét méter magas kerítés, kamerák, érzékelők, önműködő gépfegyverek és őrtornyok kiterjedt rendszerét), laktanyákat, támaszpontokat támadtak meg, zsidó telepekre és településekre hatoltak be és számos foglyot ejtettek, akiket a Gázai övezetbe vittek. A palesztinok támadásukat al-Aksza áradás műveletnek (arabul: عملية طوفان الأقصى) nevezték.
A palesztin támadás során az izraeli oldalon  1139 fő vesztette életét. Az áldozatok közül 695 volt izraeli polgári személy (közülük 36 gyermek), 373 a rendvédelmi szervek tagja, 71 fő pedig külföldi, jellemzően az izraeli gazdaságokban és háztartásokban alkalmazott ázsiai vendégmunkás. Az áldozatok egy része nem a palesztin harcosoknak esett áldozatul, hanem az izraeli fegyveres erők támadásai során, "baráti tűz" nyomán vesztette életét, azonban  az izraeli hatóságok a különleges körülményekre hivatkozva nem tartották erkölcsileg elfogadhatónak az ilyen esetek kivizsgálását.
Válaszul Izrael légicsapásokat és azt követően teljes körű offenzívát indított a Gázát vezető Hamász ellen, amelyek a Hamász által irányított gázai egészségügyi minisztérium szerint több mint 26 000 palesztin halálát okozták.

### UNRWA
Az UNRWA hatásköre az 1948-as arab-izraeli háború és az azt követő konfliktusok miatt szülőföldjükről elmenekült palesztinokra és leszármazottaikra terjed ki, beleértve a legálisan örökbe fogadott gyermekeket is. 2019-ben az UNRWA több, mint 5,6 millió palesztin menekültet tartott nyilván.
Az UNRWA nem rendelkezik saját forrásokkal, költségvetése szinte teljes egészében önkéntes felajánlásokból származik. Az adományozók közt megtalálhatók az ENSZ tagországai, civil szervezetek, alapítványok, cégek és magánszemélyek is. Israel állam nem járul hozzá adománnyal az ügynökség működéséhez.
Az UNRWA több mint 30000 embert foglalkoztat, akiknek többsége palesztin menekült. A Gázai övezetben alkalmazottainak száma 13000 körüli. A szervezet eredetileg foglalkoztatást és közvetlen segélyezést volt hivatott biztosítani, de a megbízatása idővel kibővült oktatási, egészségügyi és szociális szolgáltatások nyújtásával is. Az UNRWA öt területen működik: Jordániában, Libanonban, Szíriában, a Gázai övezetben és Ciszjordániában, beleértve Kelet-Jeruzsálemet is. Azoknak a palesztin menekülteknek, akik ezen az öt területen kívül élnek az Az ENSZ Menekültügyi Főbiztosa nyújt támogatást.
2023-ban az UNRWA legnagyobb adományozói az Egyesült Államok, az EU és Németország voltak. Az Izrael-Hamász háború előtt az UNRWA 700 iskolát és 140 egészségügyi központot működtetett a Gázai övezetben.

## Az UNRWA és az ENSZ válasza
2024. január 26-án Philippe Lazzarini, az UNRWA főbiztosa kijelentette: "Az izraeli hatóságok arról tájékoztatták az UNRWA-t , hogy az UNRWA több alkalmazottja állítólag részt vett az október 7-i Izrael elleni szörnyű támadásokban." Hangsúlyozta továbbá: „Annak érdekében, hogy az ügynökség továbbra is képes legyen humanitárius segítségnyújtásra, úgy döntöttem, hogy azonnal felmondom ezen alkalmazottak szerződését, és haladéktalanul vizsgálatot indítok az igazság megállapítása érdekében”, hozzátéve, hogy „az UNRWA minden, terrorcselekményekben részt vevő alkalmazottját” felelősségre vonják.
Lazzarini elzárkózott attól, hogy nyilvánosságra hozza a támadásokban állítólagosan érintett alkalmazottak számát, illetve érintettségük természetét. Az Egyesült Államok Külügyminisztériuma szerint ez a szám 12.
António Guterres, az Egyesült Nemzetek Szervezetének főtitkára azt mondta, hogy "elborzadtam  a hír hallatán". Ezenkívül Stéphane Dujarric szóvivő kijelentette, hogy az ENSZ-főtitkár utasította Lazzarinit, hogy kezdeményezzen nyomozást annak érdekében, hogy biztosítsák az október 7-i terrortámadásokban részt vevő, vagy az azt segítő UNRWA-alkalmazottak státuszának azonnali megszüntetését és büntetőeljárás megkezdését.

## Reakciók

### Nemzetközi közösség
Matthew Miller, az Egyesült Államok Külügyminisztériumának szóvivője kijelentette, hogy „az Egyesült Államokat rendkívül nyugtalanítják azok az állítások, amelyek szerint az UNRWA tizenkét alkalmazottja részt vehetett a Hamász október 7-i Izrael elleni terrortámadásában”. Kijelentette továbbá, hogy a külügyminisztérium ideiglenesen leállította az UNRWA további finanszírozását, mert felülvizsgálja a vádakat és értékeli az Egyesült Nemzetek Szervezete által a megoldásra tett lépéseket.
Kanada nemzetközi fejlesztési minisztere, Ahmed Hussen bejelentette, hogy a kanadai kormány ideiglenesen leállította az UNRWA kiegészítő finanszírozását a vádak kivizsgálásáig. Hussen elmondta, hogy Kanada közvetlenül Lazzarini UNRWA főbiztosnak fejezte ki mélységes aggodalmát, hozzátéve, hogy „Kanada rendkívül komolyan veszi ezeket a jelentéseket, és szorosan együttműködik az UNRWA-val és más adományozókkal ebben a kérdésben”.
Ausztrália bejelentette, hogy ideiglenesen felfüggeszti az UNRWA finanszírozását. Penny Wong külügyminiszter kijelentette, hogy Ausztrália igazodni fog az Egyesült Államok és Kanada lépéseihez a finanszírozás leállítása terén. Ausztrália mély aggodalmának adott hangot a vádakkal kapcsolatban.
Az Egyesült Királyság külügyminisztériuma közleményt adott ki, amelyben kifejezték „megdöbbenésüket”.
Finnország külkereskedelmi és fejlesztési minisztere, Ville Tavio úgy döntött, hogy az állításokra való tekintettel felfüggeszti Finnország kifizetéseit az UNRWA-nak. Kijelentette: "Gondoskodnunk kell arról, hogy Finnország pénzéből egyetlen euró se kerüljön a Hamászhoz vagy más terroristákhoz. A kifizetések felfüggesztésének oka az a gyanú, hogy egy humanitárius segítségben részesülő szervezet alkalmazottai terrortámadásokban vesznek részt. Az ügyet alaposan ki kell vizsgálni."
Josep Borrell, az Európai Unió külügyi és biztonságpolitikai főképviselője kijelentette, hogy az Európai Bizottság „a teljes körű és átfogó vizsgálat eredménye alapján értékeli a további lépéseket és levonja a tanulságokat” és sürgette az UNRWA-t, hogy „biztosítson teljes átláthatóságot a vádakkal kapcsolatban, és hozzon azonnali intézkedéseket az érintett személyzettel szemben”.
Norvégia és Írország bejelentette, hogy nem függesztik fel az UNRWA finanszírozását.
Hollandia bejelentette, hogy felfüggeszti az UNRWA finanszírozását, "Sokkolt minket a hír. Az a  vád, miszerint az október 7-i terrortámadást ENSZ-pénzből hajtották végre, a mi pénzünkből."
2024 január 27-én Németország közölte, hogy úgyszint vissza fogja tartani a vizsgálatok végéig az UNRWA-nak szánt támogatásokat.
2024 január 28-án Franciaország külügyminisztériuma közölte, hogy felfüggeszti az UNRWA támogatását, hivatkozva a "kivételesen súlyos" vádakra.
2024. január 29-én Ausztria bejelentette, hogy  leállítja az UNRWA finanszírozását, az osztrák külügyminisztérium felszólította az ENSZ-ügynökséget, hogy „végezzen átfogó, gyors és teljeskörü vizsgálatot a vádakkal kapcsolatban”.

### Izrael
Izrael külügyminisztere, Israel Katz kijelentette, hogy "az UNRWA nem lesz része a másnapnak", utalva Gáza jövőjére az Izrael-Hamász háború után. Hozzátette: "Évek óta próbáljuk felhívni a figyelmet arra, hogy az UNRWA állandósítja a menekültkérdést, gátolja a békét, és a Hamász polgári szekciójaként működik Gázában. Az UNRWA nem a megoldás – sok alkalmazottja a Hamász gyilkos ideológiákkal megfertőzött tagja, akik segítik a terrortevékenységeket és a Hamász hatalmának megőrzését”.

### Palesztin válasz

#### Palesztin Hatóság
A Palesztin Felszabadítási Szervezet főtitkára, Huszein as-Sejk arra szólította fel az adományozást felfüggesztő országokat, hogy fontolják meg a döntésüket a jelentős politikai és humanitárius aggályok miatt.

#### Hamász
A Hamász sajtóirodája Telegramon keresztül közölte, hogy a csoport arra kérte az ENSZ-t és egyéb nemzetközi szervezeteket, hogy "ne engedjenek az izraeli fenyegetéseknek és a zsarolásnak" és azzal vádolta Izraelt, hogy "uszító kampányt indított" a Gázába segélyeket szállító ENSZ-ügynökségek ellen.